# Кассіна
Кассіна (Kassina) — рід земноводних родини Жаби-стрибунці ряду Безхвості. Має 16 видів.

## Опис
Загальна довжина представників цього роду сягає 6—8 см. Голова помірного розміру. Очі середні або великі, у більшості видів опуклі. У самців присутній горловий мішок-резонатор. Тулуб масивний. Задні кінцівки більш розвинені. забарвлення переважно темних кольорів: коричневого, сірого зі світлими плямами, цятками або нерівними чи несиметричними смужками.

## Спосіб життя
Полюбляють савани, горбисту місцевість, рідколісся. Ведуть наземний спосіб життя. Здатні зариватися у ґрунт. Активні у присмерку. Живляться безхребетними.
Це яйцекладні амфібії.

## Розповсюдження
Мешкають в Африці південніше пустелі Сахара.

## Види
- Kassina arboricola
- Kassina cassinoides
- Kassina cochranae
- Kassina decorata
- Kassina fusca
- Kassina jozani
- Kassina kuvangensis
- Kassina lamottei
- Kassina maculata
- Kassina maculifer
- Kassina maculosa
- Kassina mertensi
- Kassina schioetzi
- Kassina senegalensis
- Kassina somalica
- Kassina wazae